# Moviment retrògrad i prògrad

Òrbita retrògrada: el satèl·lit (vermell) orbita en sentit oposat a la rotació del seu primari (blau/negre).

En astronomia, el moviment retrògrad indica, en general, el moviment orbital o rotacional d'un cos en sentit oposat a la rotació del seu primari. Pel contrari, el moviment prògrad o moviment directe indica que el cos orbita o rota en el mateix sentit que el seu primari. Tanmateix, els termes retrògrad i prògrad també es poden referir a un altre cos que no sigui el primari, si així s'indica.
En el sistema solar, les òrbites al voltant del Sol de tots els planetes i la majoria dels altres objectes (excepte molts dels cometes) són prògrades, és a dir, en el mateix sentit que la rotació del Sol. Així mateix, les rotacions de la majoria de planetes (excepte Venus i Urà (planeta)) també són prògrades. D'altra banda, la majoria de satèl·lits naturals tenen òrbites prògrades respecte els seus planetes. Es creu que tots els satèl·lits retrògrads s'haurien format de manera separada abans de ser capturats pels seus planetes.